# Anaglyptus longispinis
Anaglyptus longispinis är en skalbaggsart som beskrevs av Gardner. Anaglyptus longispinis ingår i släktet Anaglyptus och familjen långhorningar. Inga underarter finns listade i Catalogue of Life.